# Кайроли, Антонио
Антонио Кайроли (родился 23 сентября 1985 года) — итальянский профессиональный мотогонщик. Он участвовал в чемпионате мира по мотокроссу FIM с 2002 года. Кайроли известен тем, что является девятикратным чемпионом мира по мотокроссу.

## Карьера мотокросса
Свою карьеру на чемпионате мира по мотокроссу он начал в 2002 году на Yamaha. Он был чемпионом мира по мотокроссу 2005 года в классе MX2. В 2007 году он снова выиграл чемпионат мира по мотокроссу в классе MX2, а также чемпионат Англии по суперкроссу. Кайроли выиграл чемпионат мира по мотокроссу 2009 в классе MX1, а после перехода в Red Bull KTM Factory Racing Team успешно защитил свой титул в 2010, 2011, 2012, 2013 в классе MX1 и 2014 в классе MXGP. Кайроли выиграл несколько гонок на Мотокроссе Наций, особенно в 2012 и 2013 годах, когда ему удалось выиграть все гонки, на которых он участвовал. 5 августа 2012 года в Чехии он выиграл свой 50-й GP на чемпионате мира по мотокроссу. На чемпионате мира по мотокроссу в 2015 году в классе MXGP, Кайроли пропускает 5 этапов и завершает чемпионат на 7 месте. В 2016 году он весь сезон боролся за титул с Тимом Гайзером, который победил на чемпионате мира по мотокроссу в 2015 году в классе MX2 и перешел в класс MXGP, но Антонио проиграл Тиму и по итогам чемпионата занял 2 место. В 2017 году Кайроли хорошо начинает сезон, и ему составляет лишь конкуренцию его товарищ по команде Джеффри Херлингс который также выиграл чемпионат мира по мотокроссу в классе MX2 в 2016 году и перешел в класс MXGP. Но Тони выигрывает чемпионат и становится девятикратным чемпионом мира по мотокроссу. В 2018 году Херлингс практически не оставил никому шансов и выиграл 17 этапов из 20 возможных. Антонио смог выиграть только 2 этапа и закончил чемпионат на 2 месте. В 2019 году Кайроли хорошо начинает сезон, выигрывает первые 3 этапа, но с 4 этапа у них начинается серьёзная борьба за титул с Тимом Гайзером. Но на 9 этапе в Кегумсе, Латвия, Тони падает и получает травму. Тем самым пропускает оставшиеся половину сезона. Гайзер выигрывает чемпионат, а Кайроли заканчивает чемпионат на 10 месте.

## Личная жизнь
Антонио родился в Патти, Сицилия. Кайроли женат на Джилл Кокс. В конце сентября 2019 года у них родился сын. Его зовут Чейз Кайроли.